# Editing genomico

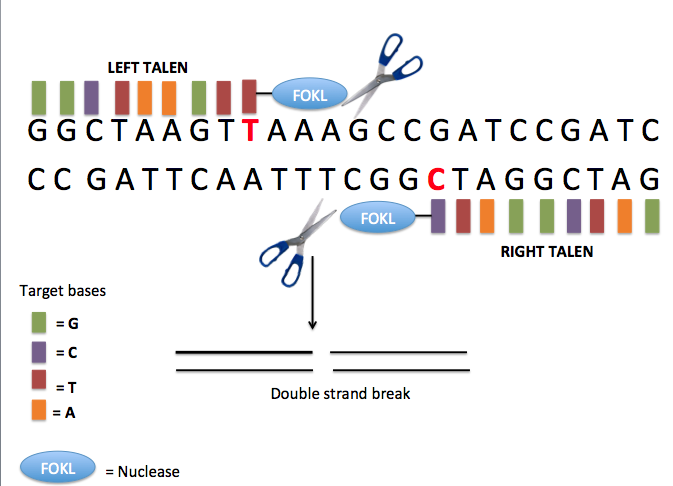
Processo TALEN

L'Editing genomico è un tipo di ingegneria genetica in cui il DNA è inserito, cancellato, modificato, o rimpiazzato dal genoma dell'organismo vivente.
A differenza delle prime tecniche di ingegneria genetica che casualmente inserivano materiale genetico in un genoma ospite, l'editing genomico agisce in siti specifici.
Dal 2018 i metodi comuni per eseguire modifiche usano la nucleasi ingegnerizzata, o "forbici molecolari".
Queste nucleasi creano rotture del doppio filamento (DSB, dall'inglese double-strand breaks) in un sito specifico del genoma. Ciò induce il DNA ad auto ripararsi attraverso processi di Non-homologous end joining (NHEJ) o ricombinazione omologa (HR) ed eseguendo una modifica o editing dell'obiettivo.
Dal 2015 vengono usate 4 famiglie di nucleasi ingegnerizzate: meganucleasi, nucleasi di dita di zinco (ZFN), nucleasi basata sull'effetto di attivazione della trascrizione (TALEN) e il sistema di brevi ripetizioni palindrome raggruppate regolarmente (CRISPR/Cas9). Dal 2017 sono disponibili 9 "editor" di genoma
A maggio 2019, avvocati in Cina hanno riferito, alla luce della presunta creazione dello scienziato cinese He Jiankui dei primi geni umani editati (Controversia su Lulu e Nana) la bozza di regolamentazioni che chiunque manipoli il genoma umano con tecniche di editing genomico come la CRISPR sarà ritenuto responsabile per qualsiasi conseguenza avversa. Si è anche discussa una prospettiva cautelativa sui possibili punti ciechi e sui rischi del CRISPR e delle biotecnologie correlate focalizzandosi sulla natura stocastica dei processi di controllo cellulare.

## Applicazioni
La modifica di un numero relativamente ridotto di varianti genomiche potrebbe risultare decisiva nella riduzione del rischio di sviluppare una malattia coronarica, malattia di Alzheimer, disturbo depressivo maggiore, diabete e schizofrenia.
Nel 2025 è stato pubblicato il primo Paper scientifico relativo al editing genetico sul cervello di topi viventi neonati, per guarire fino all'85% delle mutazioni che causavano l'emiplegia alternante dell'infanzia (Ahc).